# 김용제 (1921년)
김용제(~ 1972년 2월 13일)은 제16대 서울지방검찰청 검사장을 역임한 법조인이다.

## 경력
- 1940 목포공립상업학교 졸업
- 1943 日本대학전문부 졸업
- 1947 제1회 조선변호사시험 합격
- 1947 군정청사법부 법무사
- 1948 사법관시보 실무고시 합격
- 1948 서울지방검찰청 검사
- 1950 광주지방검찰청 검사
- 1953 대전지검홍성지청장
- 1955 광주지방검찰청 차장검사
- 1960 청주지방검찰청 검사장
- 1961 서울고등검찰청 차장검사
- 1962 법무부 검찰국장
- 1963 광주지방검찰청 검사장
- 1966 서울지방검찰청 검사장
- 1971 대검찰청 수사국장